# Évolution des relations diplomatiques du Saint-Siège en 2022
Représentation actuelle du Saint-Siège
- 2018
- 2019
- 2020
- 2021
- 2022
- 2023
- 2024
- 2025
- 2026

Représentations : près le Saint-Siège, pour le Saint-Siège
Cette liste présente les évolutions des relations pour et près le Saint-Siège en 2022.

## Évolution des relations près le Saint-Siège
Le tableau suivant présente la liste des ambassadeurs accrédités près le Saint-Siège ayant pris leurs fonctions en 2022. 
| Date              | Pays                             | Nom                                         | Note |
| ----------------- | -------------------------------- | ------------------------------------------- | ---- |
| 8 janvier 2022    | Égypte                           | Mahmoud Talaat                              |      |
| 19 février 2022   | Italie                           | Francesco Di Nitto                          |      |
| 25 février 2022   | Grèce                            | Aikaterini-Katia Georgiou                   |      |
| 5 mars 2022       | Portugal                         | Domingos Teixeira de Abreu Fezas Vital (en) |      |
| 18 mars 2022      | Espagne                          | Isabel Celaá                                |      |
| 24 mars 2022      | Équateur                         | Alicia de Jesús Crespo Vega                 |      |
| 7 avril 2022      | Ukraine                          | Andrii Yurash (ru)                          |      |
| 11 avril 2022     | États-Unis                       | Joe Donnelly                                |      |
| 19 mai 2022       | Pakistan                         | Aamir Shouket                               |      |
| 19 mai 2022       | Émirats arabes unis              | Omar Saif Ghobash (en)                      |      |
| 19 mai 2022       | Burundi                          | Appolonie Nibona (de)                       |      |
| 19 mai 2022       | Qatar                            | Mohammed bin Yousef Jassim Jabor Al-Thani   |      |
| 30 mai 2022       | Bolivie                          | Teresa Susana Subieta Serrano               |      |
| 3 juin 2022       | République du Congo              | Rigobert Itoua                              |      |
| 4 juin 2022       | France                           | Florence Mangin                             |      |
| 13 juin 2022      | Chili                            | Patricia Araya Gutiérrez                    |      |
| 3 septembre 2022  | Paraguay                         | María Leticia Casati Caballero              |      |
| 5 septembre 2022  | Pologne                          | Adam Kwiatkowski (en)                       |      |
| 16 septembre 2022 | Autriche                         | Marcus Bergmann (de)                        |      |
| 22 octobre 2022   | Monaco                           | Philippe Orengo                             |      |
| 27 octobre 2022   | Bahreïn                          | Muhammad Abdul Ghaffar Abdulla (en)         |      |
| 31 octobre 2022   | République démocratique du Congo | Déogratias Ndagano Mangokube                |      |
| 14 novembre 2022  | Pays-Bas                         | Johanna Gerarda Maria Ruigrok               |      |
| 22 novembre 2022  | Lituanie                         | Sigita Maslauskaitė-Mažylienė (uk)          |      |
| 28 novembre 2022  | Irlande                          | lFrances Collins (en)                       |      |
| 9 décembre 2022   | Venezuela                        | Ian Carlos Torres Parra                     |      |
| 15 décembre 2022  | Belize                           | Jaime Efrain Briceño                        |      |
| 15 décembre 2022  | Bahamas                          | Joseph R. Curry                             |      |
| 15 décembre 2022  | Thaïlande                        | Chittipat Tongprasroeth                     |      |
| 15 décembre 2022  | Norvège                          | Kjersti Rødsmoen (sv)                       |      |
| 15 décembre 2022  | Mongolie                         | Davaasuren Gerelmaa                         |      |
| 15 décembre 2022  | Niger                            | Aïchatou Kané Boulama                       |      |
| 15 décembre 2022  | Ouganda                          | Stephen Mubiru (uk)                         |      |
| 15 décembre 2022  | Soudan                           | Khalid Mohamed Farah El Fahal               |      |

## Évolution des relations pour le Saint-Siège
Le tableau suivant présente la liste des nonces ou délégués apostoliques nommés par le Saint-Siège en 2022 pour le représenter dans différents pays et instances internationales. 
| Date              | Pays                                 | Titre               | Nom                          | Nationalité   |
| ----------------- | ------------------------------------ | ------------------- | ---------------------------- | ------------- |
| 17 janvier 2022   | Australie (en)                       | Nonce apostolique   | Charles Daniel Balvo         | États-Unis    |
| 17 janvier 2022   | République tchèque                   | Nonce apostolique   | vacant                       | vacant        |
| 31 janvier 2022   | Rwanda                               | Nonce apostolique   | Arnaldo Catalan (en)         | Philippines   |
| 2 février 2022    | Mali (en)                            | Nonce apostolique   | Jean-Sylvain Emien Mambé     | Côte d'Ivoire |
| 2 février 2022    | Tanzanie (en)                        | Nonce apostolique   | vacant                       | vacant        |
| 2 février 2022    | Turquie (en)                         | Nonce apostolique   | Marek Solczyński             | Pologne       |
| 5 février 2022    | Congo                                | Nonce apostolique   | Javier Herrera Corona        | Mexique       |
| 5 février 2022    | Gabon (en)                           | Nonce apostolique   | Javier Herrera Corona        | Mexique       |
| 14 février 2022   | Azerbaïdjan (en)                     | Nonce apostolique   | Marek Solczyński             | Pologne       |
| 30 avril 2022     | Danemark (en)                        | Nonce apostolique   | vacant                       | vacant        |
| 30 avril 2022     | Finlande (en)                        | Nonce apostolique   | vacant                       | vacant        |
| 30 avril 2022     | Islande (en)                         | Nonce apostolique   | vacant                       | vacant        |
| 30 avril 2022     | Norvège (en)                         | Nonce apostolique   | vacant                       | vacant        |
| 30 avril 2022     | Suède (en)                           | Nonce apostolique   | vacant                       | vacant        |
| 30 avril 2022     | Malte                                | Nonce apostolique   | vacant                       | vacant        |
| 30 avril 2022     | Libye                                | Nonce apostolique   | vacant                       | vacant        |
| 1er mai 2022      | Irlande (en)                         | Nonce apostolique   | vacant                       | vacant        |
| 1er mai 2022      | République tchèque                   | Nonce apostolique   | Jude Thaddeus Okolo          | Nigeria       |
| 3 mai 2022        | Hongrie                              | Nonce apostolique   | Michael Wallace Banach       | États-Unis    |
| 3 mai 2022        | Sénégal                              | Nonce apostolique   | vacant                       | vacant        |
| 3 mai 2022        | Cap-Vert                             | Nonce apostolique   | vacant                       | vacant        |
| 3 mai 2022        | Guinée-Bissau (en)                   | Nonce apostolique   | vacant                       | vacant        |
| 3 mai 2022        | Mauritanie (en)                      | Nonce apostolique   | vacant                       | vacant        |
| 13 mai 2022       | Bulgarie (en)                        | Nonce apostolique   | Luciano Suriani              | Italie        |
| 13 mai 2022       | Serbie                               | Nonce apostolique   | vacant                       | vacant        |
| 14 mai 2022       | Panama (en)                          | Nonce apostolique   | Dagoberto Campos Salas       | Costa Rica    |
| 14 mai 2022       | Gambie                               | Nonce apostolique   | vacant                       | vacant        |
| 14 mai 2022       | Liberia (en)                         | Nonce apostolique   | vacant                       | vacant        |
| 14 mai 2022       | Sierra Leone (en)                    | Nonce apostolique   | vacant                       | vacant        |
| 21 mai 2022       | Macédoine (en)                       | Nonce apostolique   | Luciano Suriani              | Italie        |
| 2 juillet 2022    | Slovaquie (en)                       | Nonce apostolique   | Nicolas Girasoli             | Italie        |
| 2 juillet 2022    | Pérou (en)                           | Nonce apostolique   | vacant                       | vacant        |
| 7 juillet 2022    | Mexique (en)                         | Nonce apostolique   | Joseph Spiteri               | Malte         |
| 7 juillet 2022    | Liban (en)                           | Nonce apostolique   | vacant                       | vacant        |
| 16 juillet 2022   | Liberia (en)                         | Nonce apostolique   | Walter Erbì (en)             | Italie        |
| 16 juillet 2022   | Pays-Bas (en)                        | Nonce apostolique   | Paul Tschang In-Nam          | Corée du Sud  |
| 16 juillet 2022   | Cambodge (en)                        | Nonce apostolique   | vacant                       | vacant        |
| 16 juillet 2022   | Thaïlande (en)                       | Nonce apostolique   | vacant                       | vacant        |
| 16 juillet 2022   | Laos (en)                            | Délégué apostolique | vacant                       | vacant        |
| 16 juillet 2022   | Birmanie (en)                        | Nonce apostolique   | vacant                       | vacant        |
| 20 juillet 2022   | Sierra Leone (en)                    | Nonce apostolique   | Walter Erbì (en)             | Italie        |
| 30 juillet 2022   | République centrafricaine            | Nonce apostolique   | vacant                       | vacant        |
| 30 juillet 2022   | Tchad (en)                           | Nonce apostolique   | vacant                       | vacant        |
| 30 juillet 2022   | Antigua-et-Barbuda (en)              | Nonce apostolique   | Santiago De Wit Guzmán       | Espagne       |
| 30 juillet 2022   | Belize (en)                          | Nonce apostolique   | Santiago De Wit Guzmán       | Espagne       |
| 30 juillet 2022   | Grenade (en)                         | Nonce apostolique   | Santiago De Wit Guzmán       | Espagne       |
| 30 juillet 2022   | Guyana (en)                          | Nonce apostolique   | Santiago De Wit Guzmán       | Espagne       |
| 30 juillet 2022   | Saint-Christophe-et-Niévès (en)      | Nonce apostolique   | Santiago De Wit Guzmán       | Espagne       |
| 30 juillet 2022   | Saint-Vincent-et-les-Grenadines (en) | Nonce apostolique   | Santiago De Wit Guzmán       | Espagne       |
| 30 juillet 2022   | Suriname (en)                        | Nonce apostolique   | Santiago De Wit Guzmán       | Espagne       |
| 30 juillet 2022   | Trinité-et-Tobago (en)               | Nonce apostolique   | Santiago De Wit Guzmán       | Espagne       |
| 30 juillet 2022   | Antilles                             | Délégué apostolique | Santiago De Wit Guzmán       | Espagne       |
| 6 août 2022       | Pérou (en)                           | Nonce apostolique   | Paolo Rocco Gualtieri        | Italie        |
| 6 août 2022       | Madagascar (en)                      | Nonce apostolique   | vacant                       | vacant        |
| 6 août 2022       | Seychelles (en)                      | Nonce apostolique   | vacant                       | vacant        |
| 6 août 2022       | Maurice (en)                         | Nonce apostolique   | vacant                       | vacant        |
| 6 août 2022       | Comores (en)                         | Délégué apostolique | vacant                       | vacant        |
| 24 août 2022      | Bangladesh (en)                      | Nonce apostolique   | vacant                       | vacant        |
| 6 septembre 2022  | Nicaragua (en)                       | Nonce apostolique   | vacant                       | vacant        |
| 6 septembre 2022  | Cap-Vert                             | Nonce apostolique   | Waldemar Stanisław Sommertag | Pologne       |
| 6 septembre 2022  | Guinée-Bissau (en)                   | Nonce apostolique   | Waldemar Stanisław Sommertag | Pologne       |
| 6 septembre 2022  | Mauritanie (en)                      | Nonce apostolique   | Waldemar Stanisław Sommertag | Pologne       |
| 6 septembre 2022  | Sénégal                              | Nonce apostolique   | Waldemar Stanisław Sommertag | Pologne       |
| 10 septembre 2022 | Uruguay (en)                         | Nonce apostolique   | vacant                       | vacant        |
| 12 septembre 2022 | Salvador                             | Nonce apostolique   | vacant                       | vacant        |
| 12 septembre 2022 | Serbie                               | Nonce apostolique   | Santo Gangemi                | Italie        |
| 24 septembre 2022 | Côte d'Ivoire                        | Nonce apostolique   | vacant                       | vacant        |
| 24 septembre 2022 | Liban (en)                           | Nonce apostolique   | Paolo Borgia                 | Italie        |
| 27 septembre 2022 | Madagascar (en)                      | Nonce apostolique   | Tomasz Grysa                 | Pologne       |
| 27 septembre 2022 | Comores (en)                         | Délégué apostolique | Tomasz Grysa                 | Pologne       |
| 1er octobre 2022  | Bosnie-Herzégovine (en)              | Nonce apostolique   | vacant                       | vacant        |
| 1er octobre 2022  | Kirghizistan (en)                    | Nonce apostolique   | vacant                       | vacant        |
| 1er octobre 2022  | Tadjikistan (en)                     | Nonce apostolique   | vacant                       | vacant        |
| 1er octobre 2022  | Bosnie-Herzégovine (en)              | Nonce apostolique   | Francis Assisi Chullikatt    | Inde          |
| 1er octobre 2022  | Monténégro (en)                      | Nonce apostolique   | Francis Assisi Chullikatt    | Inde          |
| 9 novembre 2022   | Suède (en)                           | Nonce apostolique   | Julio Murat                  | Turquie       |
| 9 novembre 2022   | Islande (en)                         | Nonce apostolique   | Julio Murat                  | Turquie       |
| 9 novembre 2022   | Cameroun                             | Nonce apostolique   | vacant                       | vacant        |
| 9 novembre 2022   | Guinée équatoriale (en)              | Nonce apostolique   | vacant                       | vacant        |
| 12 novembre 2022  | Bahamas (en)                         | Nonce apostolique   | Santiago De Wit Guzmán       | Espagne       |
| 12 novembre 2022  | Barbade (en)                         | Nonce apostolique   | Santiago De Wit Guzmán       | Espagne       |
| 12 novembre 2022  | Dominique (en)                       | Nonce apostolique   | Santiago De Wit Guzmán       | Espagne       |
| 12 novembre 2022  | Jamaïque (en)                        | Nonce apostolique   | Santiago De Wit Guzmán       | Espagne       |
| 12 novembre 2022  | Sainte-Lucie (en)                    | Nonce apostolique   | Santiago De Wit Guzmán       | Espagne       |
| 12 novembre 2022  | Guinée (en)                          | Nonce apostolique   | Jean-Sylvain Emien Mambé     | Côte d'Ivoire |
| 27 novembre 2022  | Union européenne                     | Nonce apostolique   | Noël Treanor (en)            | Irlande       |
| 30 novembre 2022  | Gambie                               | Nonce apostolique   | Walter Erbì (en)             | Italie        |
| 1er décembre 2022 | Grèce (en)                           | Nonce apostolique   | Jan Romeo Pawłowski          | Pologne       |

## Composition du corps diplomatique du Saint-Siège au 31 décembre 2022
| Pays                                  | Représentation          | Représentant                      | Nomination        |
| ------------------------------------- | ----------------------- | --------------------------------- | ----------------- |
| Afrique du Sud                        | Nonce apostolique       | Peter Bryan Wells                 | 9 février 2016    |
| Albanie (en)                          | Nonce apostolique       | Luigi Bonazzi                     | 10 décembre 2020  |
| Algérie                               | Nonce apostolique       | Kurian Vayalunkal                 | 1er janvier 2021  |
| Allemagne                             | Nonce apostolique       | Nikola Eterović                   | 21 septembre 2013 |
| Andorre (en)                          | Nonce apostolique       | Bernardito Auza                   | 1er octobre 2019  |
| Angola (en)                           | Nonce apostolique       | Giovanni Gaspari                  | 21 septembre 2020 |
| Antigua-et-Barbuda (en)               | Nonce apostolique       | Santiago De Wit Guzmán            | 30 juillet 2022   |
| Antilles                              | Délégué apostolique     | Santiago De Wit Guzmán            | 30 juillet 2022   |
| Argentine (en)                        | Nonce apostolique       | Mirosław Adamczyk                 | 22 février 2020   |
| Arménie (en)                          | Nonce apostolique       | José Avelino Bettencourt          | 1er mars 2018     |
| ASEAN                                 | Nonce apostolique       | Piero Pioppo                      | 19 mars 2018      |
| Australie (en)                        | Nonce apostolique       | Charles Daniel Balvo              | 17 janvier 2022   |
| Autriche (en)                         | Nonce apostolique       | Pedro López Quintana              | 4 mars 2019       |
| Azerbaïdjan (en)                      | Nonce apostolique       | Marek Solczyński                  | 14 février 2022   |
| Bahamas (en)                          | Nonce apostolique       | Santiago De Wit Guzmán            | 12 novembre 2022  |
| Bahreïn (en)                          | Nonce apostolique       | Eugene Martin Nugent              | 11 février 2021   |
| Bangladesh (en)                       | Nonce apostolique       | vacant                            | 24 août 2022      |
| Barbade (en)                          | Nonce apostolique       | Santiago De Wit Guzmán            | 12 novembre 2022  |
| Belgique (en)                         | Nonce apostolique       | Franco Coppola                    | 15 novembre 2021  |
| Belize (en)                           | Nonce apostolique       | Santiago De Wit Guzmán            | 30 juillet 2022   |
| Bénin                                 | Nonce apostolique       | Mark Miles                        | 5 février 2021    |
| Biélorussie (en)                      | Nonce apostolique       | Ante Jozić                        | 21 mai 2020       |
| Birmanie (en)                         | Nonce apostolique       | vacant                            | 16 juillet 2017   |
| Bolivie (en)                          | Nonce apostolique       | Angelo Accattino                  | 12 septembre 2017 |
| Bosnie-Herzégovine (en)               | Nonce apostolique       | Francis Assisi Chullikatt         | 1er octobre 2022  |
| Botswana                              | Nonce apostolique       | Peter Bryan Wells                 | 9 février 2016    |
| Brésil (en)                           | Nonce apostolique       | Giambattista Diquattro            | 29 août 2020      |
| Brunei (en)                           | Délégué apostolique     | Wojciech Załuski                  | 29 septembre 2020 |
| Bulgarie (en)                         | Nonce apostolique       | Luciano Suriani                   | 13 mai 2022       |
| Burkina Faso (en)                     | Nonce apostolique       | Michael Francis Crotty            | 1er février 2020  |
| Burundi                               | Nonce apostolique       | Dieudonné Datonou                 | 7 octobre 2021    |
| Cambodge (en)                         | Nonce apostolique       | vacant                            | 16 juillet 2022   |
| Cameroun                              | Nonce apostolique       | vacant                            | 9 novembre 2022   |
| Canada                                | Nonce apostolique       | Ivan Jurkovič                     | 5 juin 2021       |
| Cap-Vert                              | Nonce apostolique       | Waldemar Stanisław Sommertag      | 6 septembre 2022  |
| République centrafricaine             | Nonce apostolique       | vacant                            | 30 juillet 2022   |
| Chili (en)                            | Nonce apostolique       | Alberto Ortega Martín             | 7 octobre 2019    |
| Chine (en)                            | fonction supprimée      | vacant                            | 25 mars 1979      |
| Chypre (en)                           | Nonce apostolique       | Adolfo Tito Yllana                | 3 juin 2021       |
| Colombie (en)                         | Nonce apostolique       | Luis Mariano Montemayor           | 27 septembre 2018 |
| Comores (en)                          | Délégué apostolique     | Tomasz Grysa                      | 27 septembre 2022 |
| Conseil de l'Europe                   | Observateur permanent   | Marco Ganci (en)                  | 21 septembre 2019 |
| Congo                                 | Nonce apostolique       | Javier Herrera Corona             | 5 février 2022    |
| République démocratique du Congo (en) | Nonce apostolique       | Ettore Balestrero                 | 6 juillet 2018    |
| Îles Cook (en)                        | Nonce apostolique       | Novatus Rugambwa                  | 2 février 2021    |
| Corée du Sud (en)                     | Nonce apostolique       | Alfred Xuereb                     | 26 février 2018   |
| Costa Rica (en)                       | Nonce apostolique       | Bruno Musarò                      | 29 août 2019      |
| Côte d'Ivoire                         | Nonce apostolique       | vacant                            | 24 septembre 2022 |
| Croatie (en)                          | Nonce apostolique       | Giorgio Lingua                    | 22 juillet 2019   |
| Cuba (en)                             | Nonce apostolique       | Giampiero Gloder                  | 11 octobre 2019   |
| Danemark (en)                         | Nonce apostolique       | vacant                            | 30 avril 2022     |
| Djibouti                              | Nonce apostolique       | Antoine Camilleri                 | 31 octobre 2019   |
| République dominicaine (en)           | Nonce apostolique       | Ghaleb Bader                      | 24 août 2017      |
| Dominique (en)                        | Nonce apostolique       | Santiago De Wit Guzmán            | 12 novembre 2022  |
| Équateur (en)                         | Nonce apostolique       | Andrés Carrascosa Coso            | 22 juin 2017      |
| Égypte                                | Nonce apostolique       | Nicolas Thevenin                  | 4 novembre 2019   |
| Émirats arabes unis (en)              | Nonce apostolique       | vacant                            | 17 avril 2020     |
| Érythrée (en)                         | Nonce apostolique       | Luís Miguel Muñoz Cárdaba (en)    | 31 mars 2020      |
| Espagne                               | Nonce apostolique       | Bernardito Auza                   | 1er octobre 2019  |
| Estonie (en)                          | Nonce apostolique       | Petar Rajič                       | 6 août 2019       |
| Eswatini (en)                         | Nonce apostolique       | Peter Bryan Wells                 | 13 juin 2016      |
| Éthiopie (en)                         | Nonce apostolique       | Antoine Camilleri                 | 31 octobre 2019   |
| États-Unis                            | Nonce apostolique       | Christophe Pierre                 | 12 avril 2016     |
| Fidji (en)                            | Nonce apostolique       | Novatus Rugambwa                  | 25 mai 2019       |
| Finlande (en)                         | Nonce apostolique       | vacant                            | 30 avril 2022     |
| France                                | Nonce apostolique       | Celestino Migliore                | 11 janvier 2020   |
| Gabon (en)                            | Nonce apostolique       | Javier Herrera Corona             | 5 février 2022    |
| Gambie                                | Nonce apostolique       | Walter Erbì (en)                  | 30 novembre 2022  |
| Géorgie (en)                          | Nonce apostolique       | José Avelino Bettencourt          | 8 mars 2018       |
| Ghana (en)                            | Nonce apostolique       | Henryk Jagodziński                | 3 mai 2020        |
| Grande-Bretagne                       | Nonce apostolique       | Claudio Gugerotti                 | 4 juillet 2020    |
| Grèce (en)                            | Nonce apostolique       | Jan Romeo Pawłowski               | 1er décembre 2022 |
| Grenade (en)                          | Nonce apostolique       | Santiago De Wit Guzmán            | 30 juillet 2022   |
| Guatemala (en)                        | Nonce apostolique       | Francisco Montecillo Padilla      | 17 avril 2020     |
| Guinée (en)                           | Nonce apostolique       | Mambé Jean-Sylvain Emien          | 12 novembre 2022  |
| Guinée-Bissau (en)                    | Nonce apostolique       | Waldemar Stanisław Sommertag      | 6 septembre 2022  |
| Guinée équatoriale (en)               | Nonce apostolique       | vacant                            | 9 novembre 2022   |
| Guyana (en)                           | Nonce apostolique       | Santiago De Wit Guzmán            | 30 juillet 2022   |
| Haïti                                 | Nonce apostolique       | Francisco Escalante Molina        | 4 juin 2021       |
| Honduras (en)                         | Nonce apostolique       | Gábor Pintér                      | 12 novembre 2019  |
| Hongrie                               | Nonce apostolique       | Michael Wallace Banach            | 3 mai 2022        |
| Inde (en)                             | Nonce apostolique       | Leopoldo Girelli                  | 13 mars 2021      |
| Indonésie (en)                        | Nonce apostolique       | Piero Pioppo                      | 8 septembre 2017  |
| Iran (en)                             | Nonce apostolique       | Andrzej Józwowicz                 | 28 juin 2021      |
| Irak (en)                             | Nonce apostolique       | Mitja Leskovar                    | 1er mai 2020      |
| Irlande (en)                          | Nonce apostolique       | vacant                            | 1er mai 2022      |
| Islande (en)                          | Nonce apostolique       | Julio Murat                       | 9 novembre 2022   |
| Israël (en)                           | Nonce apostolique       | Adolfo Tito Yllana                | 3 juin 2021       |
| Italie (en)                           | Nonce apostolique       | Emil Paul Tscherrig               | 12 septembre 2017 |
| Jamaïque (en)                         | Nonce apostolique       | Santiago De Wit Guzmán            | 12 novembre 2022  |
| Japon (en)                            | Nonce apostolique       | Leo Boccardi                      | 11 mars 2021      |
| Jérusalem et Palestine (en)           | Délégué apostolique     | Adolfo Tito Yllana                | 3 juin 2021       |
| Jordanie (en)                         | Nonce apostolique       | vacant                            | 7 octobre 2019    |
| Kazakhstan (en)                       | Nonce apostolique       | vacant                            | 1er octobre 2022  |
| Kenya (en)                            | Nonce apostolique       | Hubertus van Megen                | 16 février 2019   |
| Kiribati (en)                         | Nonce apostolique       | Novatus Rugambwa                  | 30 novembre 2019  |
| Kosovo (en)                           | Délégué apostolique     | Jean-Marie Speich                 | 19 mars 2019      |
| Koweït (en)                           | Nonce apostolique       | Eugene Martin Nugent              | 7 janvier 2021    |
| Kirghizistan (en)                     | Nonce apostolique       | vacant                            | 1er octobre 2022  |
| Laos (en)                             | Délégué apostolique     | vacant                            | 16 juillet 2022   |
| Lesotho (en)                          | Nonce apostolique       | Peter Bryan Wells                 | 13 février 2016   |
| Lettonie (en)                         | Nonce apostolique       | Petar Rajič                       | 6 août 2019       |
| Liban (en)                            | Nonce apostolique       | Paolo Borgia                      | 24 septembre 2022 |
| Liberia (en)                          | Nonce apostolique       | Walter Erbì (en)                  | 16 juillet 2022   |
| Libye                                 | Nonce apostolique       | vacant                            | 30 avril 2022     |
| Liechtenstein (en)                    | Nonce apostolique       | Martin Krebs                      | 3 mars 2021       |
| Ligue arabe                           | Délégué apostolique     | Nicolas Thevenin                  | 4 novembre 2019   |
| Lituanie (en)                         | Nonce apostolique       | Petar Rajič                       | 15 juin 2019      |
| Luxembourg (en)                       | Nonce apostolique       | Franco Coppola                    | 14 décembre 2021  |
| Macédoine (en)                        | Nonce apostolique       | Luciano Suriani                   | 21 mai 2022       |
| Madagascar (en)                       | Nonce apostolique       | Tomasz Grysa                      | 27 septembre 2022 |
| Malawi (en)                           | Nonce apostolique       | Gianfranco Gallone                | 8 mai 2019        |
| Malaisie (en)                         | Nonce apostolique       | Wojciech Załuski                  | 29 septembre 2020 |
| Mali (en)                             | Nonce apostolique       | Mambé Jean-Sylvain Emien          | 2 février 2022    |
| Malte                                 | Nonce apostolique       | Savio Hon Tai-Fai                 | 24 octobre 2022   |
| Maroc (en)                            | Nonce apostolique       | Vito Rallo                        | 12 décembre 2015  |
| Îles Marshall (en)                    | Nonce apostolique       | Novatus Rugambwa                  | 30 novembre 2019  |
| Mauritanie (en)                       | Nonce apostolique       | Waldemar Stanisław Sommertag      | 6 septembre 2022  |
| Maurice (en)                          | Nonce apostolique       | vacant                            | 6 août 2022       |
| Mexique (en)                          | Nonce apostolique       | Joseph Spiteri                    | 7 juillet 2022    |
| Micronésie (en)                       | Nonce apostolique       | Novatus Rugambwa                  | 30 mars 2021      |
| Moldavie (en)                         | Nonce apostolique       | Miguel Maury Buendía              | 25 janvier 2016   |
| Monaco (en)                           | Nonce apostolique       | Antonio Arcari                    | 25 mai 2019       |
| Mongolie (en)                         | Nonce apostolique       | Alfred Xuereb                     | 26 février 2018   |
| Monténégro (en)                       | Nonce apostolique       | Francis Assisi Chullikatt         | 1er octobre 2022  |
| Mozambique (en)                       | Nonce apostolique       | Piergiorgio Bertoldi              | 19 mars 2019      |
| Namibie (en)                          | Nonce apostolique       | Peter Bryan Wells                 | 13 février 2016   |
| Nations unies - New York              | Observateur permanent   | Gabriele Caccia                   | 16 novembre 2019  |
| Nations unies - Genève                | Observateur permanent   | Fortunatus Nwachukwu              | 17 décembre 2021  |
| Nauru (en)                            | Nonce apostolique       | Novatus Rugambwa                  | 30 novembre 2019  |
| Népal (en)                            | Nonce apostolique       | Leopoldo Girelli                  | 13 septembre 2021 |
| Nicaragua (en)                        | Nonce apostolique       | vacant                            | 6 septembre 2022  |
| Niger (en)                            | Nonce apostolique       | Michael Francis Crotty            | 25 avril 2020     |
| Nigeria (en)                          | Nonce apostolique       | Antonio Guido Filipazzi           | 26 avril 2017     |
| Norvège (en)                          | Nonce apostolique       | vacant                            | 30 avril 2022     |
| Nouvelle-Zélande (en)                 | Nonce apostolique       | Novatus Rugambwa                  | 29 mars 2019      |
| Ouganda (en)                          | Nonce apostolique       | Luigi Bianco                      | 4 février 2019    |
| Ouzbékistan (en)                      | Nonce apostolique       | Giovanni d'Aniello                | 14 janvier 2021   |
| Pacifique - Océanie                   | Délégué apostolique     | Novatus Rugambwa                  | 29 mars 2019      |
| Pakistan (en)                         | Nonce apostolique       | Christophe Zakhia El-Kassis       | 24 novembre 2018  |
| Palaos (en)                           | Nonce apostolique       | Novatus Rugambwa                  | 25 mai 2019       |
| Panama (en)                           | Nonce apostolique       | Dagoberto Campos Salas            | 14 mai 2022       |
| Papouasie-Nouvelle-Guinée (en)        | Nonce apostolique       | Fermín Emilio Sosa Rodríguez (en) | 31 mars 2021      |
| Paraguay (en)                         | Nonce apostolique       | Eliseo Antonio Ariotti            | 5 novembre 2009   |
| Pays-Bas (en)                         | Nonce apostolique       | Paul Tschang In-Nam               | 16 juillet 2022   |
| Péninsule arabique                    | Délégué apostolique     | vacant                            | 17 avril 2020     |
| Pérou (en)                            | Nonce apostolique       | Paolo Rocco Gualtieri             | 6 août 2022       |
| Philippines (en)                      | Nonce apostolique       | Charles John Brown                | 28 septembre 2020 |
| Pologne                               | Nonce apostolique       | Salvatore Pennacchio              | 6 août 2016       |
| Porto Rico (en)                       | Délégué apostolique     | Ghaleb Bader                      | 24 août 2017      |
| Portugal (en)                         | Nonce apostolique       | Ivo Scapolo                       | 29 août 2019      |
| Qatar (en)                            | Nonce apostolique       | Eugene Martin Nugent              | 7 janvier 2021    |
| Roumanie                              | Nonce apostolique       | Miguel Maury Buendía              | 5 décembre 2015   |
| Russie                                | Nonce apostolique       | Giovanni d'Aniello                | 1er juin 2020     |
| Rwanda                                | Nonce apostolique       | Arnaldo Catalan (en)              | 31 janvier 2022   |
| Saint-Christophe-et-Niévès (en)       | Nonce apostolique       | Santiago De Wit Guzmán            | 30 juillet 2022   |
| Sainte-Lucie (en)                     | Nonce apostolique       | Santiago De Wit Guzmán            | 12 novembre 2022  |
| Saint-Vincent-et-les-Grenadines (en)  | Nonce apostolique       | Santiago De Wit Guzmán            | 30 juillet 2022   |
| Salvador                              | Nonce apostolique       | Luigi Roberto Cona (en)           | 26 octobre 2022   |
| Samoa (en)                            | Nonce apostolique       | Novatus Rugambwa                  | 17 avril 2020     |
| Saint-Marin (en)                      | Nonce apostolique       | Emil Paul Tscherrig               | 12 septembre 2017 |
| Sao Tomé-et-Principe (en)             | Nonce apostolique       | Giovanni Gaspari                  | 21 septembre 2020 |
| Sénégal                               | Nonce apostolique       | Waldemar Stanisław Sommertag      | 6 septembre 2022  |
| Serbie                                | Nonce apostolique       | Santo Rocco Gangemi               | 12 septembre 2022 |
| Seychelles (en)                       | Nonce apostolique       | vacant                            | 6 août 2022       |
| Sierra Leone (en)                     | Nonce apostolique       | Walter Erbì (en)                  | 20 juillet 2022   |
| Singapour (en)                        | Nonce apostolique       | Marek Zalewski                    | 21 mai 2018       |
| Slovaquie (en)                        | Nonce apostolique       | Nicolas Girasoli                  | 2 juillet 2022    |
| Slovénie                              | Nonce apostolique       | Jean-Marie Speich                 | 19 mars 2019      |
| Îles Salomon (en)                     | Nonce apostolique       | Fermín Emilio Sosa Rodríguez (en) | 16 décembre 2021  |
| Somalie (en)                          | Délégué apostolique     | Antoine Camilleri                 | 31 octobre 2019   |
| Soudan du Sud (en)                    | Nonce apostolique       | Hubertus van Megen                | 19 mars 2019      |
| Soudan (en)                           | Nonce apostolique       | Luís Miguel Muñoz Cárdaba (en)    | 31 mars 2020      |
| Sri Lanka (en)                        | Nonce apostolique       | Brian Udaigwe                     | 13 juin 2020      |
| Suriname (en)                         | Nonce apostolique       | Santiago De Wit Guzmán            | 30 juillet 2022   |
| Suède (en)                            | Nonce apostolique       | Julio Murat                       | 9 novembre 2022   |
| Suisse                                | Nonce apostolique       | Martin Krebs                      | 3 mars 2021       |
| Syrie (en)                            | Nonce apostolique       | Mario Zenari                      | 30 décembre 2008  |
| Tadjikistan (en)                      | Nonce apostolique       | vacant                            | 1er octobre 2022  |
| Tanzanie (en)                         | Nonce apostolique       | vacant                            | 2 février 2022    |
| Tchad (en)                            | Nonce apostolique       | vacant                            | 30 juillet 2022   |
| République tchèque                    | Nonce apostolique       | Jude Thaddeus Okolo               | 1er mai 2022      |
| Thaïlande (en)                        | Nonce apostolique       | vacant                            | 16 juillet 2022   |
| Timor oriental (en)                   | Nonce apostolique       | Wojciech Załuski                  | 29 septembre 2020 |
| Togo                                  | Nonce apostolique       | Mark Miles                        | 2 mars 2021       |
| Tonga (en)                            | Nonce apostolique       | Novatus Rugambwa                  | 30 novembre 2019  |
| Trinité-et-Tobago (en)                | Nonce apostolique       | Santiago De Wit Guzmán            | 30 juillet 2022   |
| Tunisie                               | Nonce apostolique       | Kurian Vayalunkal                 | 2 février 2021    |
| Turquie (en)                          | Nonce apostolique       | Marek Solczyński                  | 2 février 2022    |
| Turkménistan (en)                     | Nonce apostolique       | Paul Fitzpatrick Russell          | 19 mars 2016      |
| Ukraine (en)                          | Nonce apostolique       | Visvaldas Kulbokas                | 15 juin 2021      |
| Union européenne                      | Nonce apostolique       | Noël Treanor (en)                 | 27 novembre 2022  |
| Uruguay (en)                          | Nonce apostolique       | vacant                            | 10 septembre 2022 |
| Vanuatu (en)                          | Nonce apostolique       | vacant                            | 16 juin 2018      |
| Venezuela (en)                        | Nonce apostolique       | vacant                            | 8 mai 2021        |
| Viêt Nam (en)                         | Représentant pontifical | Marek Zalewski                    | 21 mai 2018       |
| Yémen (en)                            | Nonce apostolique       | vacant                            | 17 avril 2020     |
| Zambie                                | Nonce apostolique       | Gianfranco Gallone                | 2 février 2019    |
| Zimbabwe (en)                         | Nonce apostolique       | Paolo Rudelli                     | 25 janvier 2020   |

### Sources
- Bulletins de la salle de presse du Saint-Siège en 2022
- (en) « Diplomatic Posts of the Holy See » [« Postes diplomatiques du Saint-Siège »], sur catholic-hierarchy.org